# Synagoge (Falkenstein)

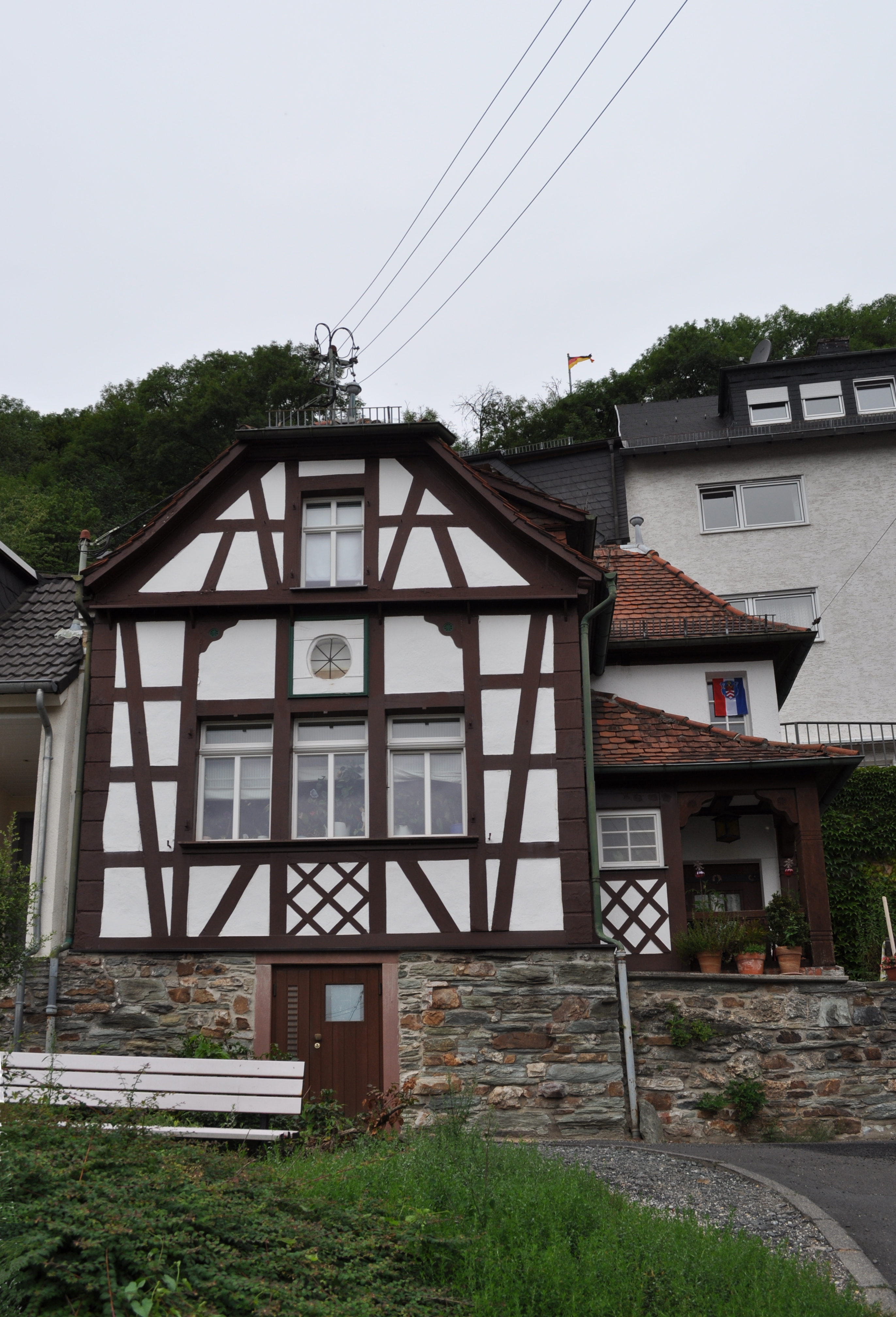
Ehemalige Synagoge in Falkenstein

Die Synagoge in Falkenstein, einem Stadtteil von Königstein im Taunus im Hochtaunuskreis in Hessen, wurde 1805/06 errichtet. Die profanierte Synagoge hat die Adresse Unterer Bergweg 2. Das Gebäude ist ein geschütztes Kulturdenkmal.

## Geschichte
Im Jahr 1777 stellte die damals aus 15 Familien bestehende jüdische Gemeinde den Antrag, das Haus des aus politischen Gründen geflüchteten Bäckers Eigner zu einer Schule und Synagoge umbauen zu dürfen. Dies wurde auch genehmigt.
Vom Erlös aus den Abbruchmaterialien dieses Vorgängerbaus (200 Gulden) sowie weiteren etwa 300 Gulden wurde Anfang des 19. Jahrhunderts auf demselben Grundstück die neue Synagoge errichtet. Sie bestand aus einem massiven Bruchsteinkeller, über dem sich das giebelständige, nach Osten ausgerichtete Gotteshaus erhob. 
Nach der Fertigstellung der Synagoge schlossen sich die Königsteiner und Falkensteiner Juden im Jahr 1807 zu einer gemeinsamen Gemeinde zusammen. 1905 wurde das Haus an der Nordseite um einen Treppenhausanbau erweitert.
100 Jahre später wurde nach dem Bau der Synagoge in Königstein die Synagoge in Falkenstein profaniert. Sie wurde an A. Gilbert verkauft, der sie 1909 durch F. Feger in ein Wohnhaus umbauen ließ. Außen wurde der historisierende Fachwerkschmuck angebracht, innen wurden zwei Vollgeschosse gebildet. Das Treppenhaus wurde um eine Vorhalle erweitert.
Im Rundfenster der Giebelseite war zur Zeit der Synagoge ein Davidstern, rechts und links davon waren hohe Rundbogenfenster.